# Langdarma
Langdarma, feitelijk Au Dunten (Wylie: Khri Ú"i Dum-brtan, r. 841-842), wordt in de traditionele lijst van de koningen van Tibet als de tweeënveertigste benoemd. Hij is daarmee de laatste koning van die lijst.

## Achtergrond
Zijn vader, Sadnaleg (r. 800-815), was de veertigste koning van die traditionele lijst. Sadnaleg had vijf zonen. De oudste, Tsangma, wordt verondersteld een boeddhistische monnik geworden te zijn.  De twee jongste broers overleden op jeugdige leeftijd. Na het overlijden van Sadnaleg werd de oudere broer van Langdarma, Tri Ralpachan (r. 815-841) als koning gekroond.

## Naam
De naam Langdarma was een bijnaam. In werkelijkheid heette hij Au  Dunten . Au Dunten is een wat merkwaardige naam. Er bestaat geen enkel precedent voor in de geschiedenis van de dynastie.
gLang is het Tibetaanse woord voor os. Dharma verwijst naar de wet van de Boeddha'. In dit geval vervangt het woord gLang het woord Tri dat troon in de betekenis van koning betekent.
De naam Langdarma werd voor het eerst in de Tibetaanse geschiedschrijving aan het eind van de 11e eeuw gebruikt. Voor die periode spraken de bronnen over Tri Darma.

## Situatie van het rijk tijdens Tri Ralpachan
De korte regeringsperiode van Langdarma werd in feite bepaald door ontwikkelingen in de periode van zijn voorganger Tri Ralpachan. Net als vrijwel ieder ander feodaal rijk was ook het Tibetaanse voor het verkrijgen van een economisch surplus afhankelijk van steeds verder expansie. Het overschot van nieuw veroverde gebieden werd gebruikt voor het hof, de administratie, het belonen van krijgsheren en voor het veroveren van opnieuw nieuwe gebieden. Het Verdrag van Chang'an met China van 821 markeert het tijdstip in de geschiedenis van het Tibetaanse rijk, dat er definitief een einde kwam aan die expansie.
Ralpachan ondersteunde de verspreiding van boeddhisme met genereuze schenkingen aan de religieuze gemeenschap. De kloosters hadden belastingvrijdom en de horigen die voor het klooster werkten waren vrijgesteld van militaire plichten. Er werden omvangrijke bedragen beschikbaar gesteld voor het financieren van kostbare vertaalprojecten vanuit het Sanskriet naar het Tibetaans. Tri Ralpachan zette deze politiek ook voort na 821, toen er al geen sprake meer was van een economisch overschot. Daarbij speelde de boeddhistische geestelijkheid  in het rijk een belangrijke rol. Die had in de periode van Tri Ralpachan belangrijke machtsposities weten te veroveren. De belangrijkste minister in die periode was de boeddhist Drenka Palgyi Yönten.
Bij een belangrijk deel van de aristocratische familieclans nam de weerstand tegen de voortdurende en in hun ogen excessieve en economisch niet meer verantwoorde bestedingen voor kostbare religieuze vertalingen, stichting van kloosters die van belasting vrijgesteld werden en andere boeddhistische projecten sterk toe. Vermindering van hun eigen machtspositie speelde uiteraard ook een belangrijke rol.
Drenka Palgyi Yönten werd beschuldigd in het geheim de minnaar te zijn van een van de vrouwen van Ralpachan. Dat leidde tot zijn verbanning en dood. De betreffende vrouw van Ralpachan pleegde zelfmoord en Ralpachan werd vermoord door leden van de clan van de Ba en van de clan van de Chogro.

## Periode Langdarma
Die klassieke Tibetaanse geschiedschrijving over de periode van het rijk vangt aan in de elfde eeuw. Daarin wordt Langdarma beschreven als een vervolger van het boeddhisme, verantwoordelijk voor het sluiten van de kloosters en een poging tot vernietiging van het boeddhisme in het land meer in het algemeen. De koning zou beïnvloed zijn door kwade geesten, hij was gemeen en gewetenloos en zijn ministers waren bandieten.
In nogal wat documenten uit die geschiedschrijving wordt een rechtstreeks en causaal verband gelegd tussen die vervolging van het boeddhisme door Langdarma en de val van het rijk. 
Een van de meest invloedrijke van deze geschriften, die verdere geschiedschrijving tot diep in de twintigste eeuw heeft beïnvloed dateert van de twaalfde eeuw, geschreven door een leraar uit de toen in Tibet  dominante sakya-traditie, Sönam Tsemo (1142 -1182)
Ralpachan had een jongere broer, Langdarma genaamd. Hij verachtte de leer van de Boeddha, vanwege talloze kwade daden in zijn vorige levens. Hij vervolgde de Drie Juwelen en veroorzaakte het eind van het onderricht in de Leer. Maar zelfs toen stonden er nog enige tempels en iets van de oude leer bleef overeind, zodat de boddhisattva Pelgyi Dorjé deze zondige koning kon doden en zelf op wonderbaarlijke wijze naar Khotan kon ontvluchten. — 
Tibetologisch onderzoek van de laatste decennia op basis van met name de manuscripten van Dunhuang geeft een wezenlijk ander beeld. Hedendaagse tibelogen gaan ervan uit, dat na de moord op Ralpachan de politieke invloed van de boeddhistische hiërarchie afnam en een aantal boeddhistische ministers vervangen werd door personen uit de oudere aristocratische clans. Er is echter geen enkele aanwijzing in de documenten uit de negende en tiende eeuw gevonden, dat Langdarma het boeddhisme zou vervolgen. Er zal in die korte periode ongetwijfeld sprake zijn geweest van beperking van privileges van kloosters en de boeddhistische geestelijkheid, maar de voornaamste reden was dat er geen financiële mogelijkheden meer waren om die te handhaven.
Er zijn een aantal documenten uit Dunhuang gevonden, waaruit blijkt dat Langdarma zelf een gelovig boeddhist was. Zo bevat het zogenaamde Pelliot Tibetain 134 een gebed dat Langdarma uitsprak bij zijn troonsbestijging. Het is een gebed van een boeddhistisch gelovige die belooft gedurende zijn koningschap vele goede daden te verrichten. Hier moet  goede geïnterpreteerd als boeddhistisch.  Andere documenten vermelden de stichting van enkele tempels in de periode. In 2003 werd in een verzameling in Peking een document gevonden, dat tot dan toe alleen bekend was, omdat er in latere bronnen aan gerefereerd werd. Het handelt om de zogenaamde Pangtangma Catalogus, waarvan de eerste teksten uit even na 840 moeten dateren. In dat document wordt Langdarma als de auteur van een commentaar op de Vinaya genoemd.

## In Europa ontstane mythe
In veel literatuur wordt de moord op Ralpachan en het op troon komen van Langdarma als een complot en staatsgreep van volgelingen van de bönreligie beschreven. Dat is een – volstrekt onjuiste – interpretatie, die ook alleen in westerse literatuur is ontstaan. De suggestie dat Langdarma een aanhanger van de bön zou zijn komt voor het eerst voor in  Die Religionen Tibets van Helmut Hoffman uit 1956. Met name door de Engelse vertaling uit 1961 is dit verhaal - geheel onterecht - een eigen leven gaan leiden en te vaak klakkeloos gekopieerd. Er is tot nu toe geen enkele Tibetaanse bron gevonden, waarin Langdarma een aanhanger van de bön genoemd wordt.

## Moord op Langdarma
Er zijn geen Tibetaanse bronnen over de moord op Langdarma van voor de elfde eeuw. Alle bronnen zijn echter unaniem over de identiteit van de moordenaar. Het betreft Lhalung Palgyi Dorje, de negende abt van het klooster van Samye.
Palgyi Dorje zou met een zwarte cape voor Langdarma zijn verschenen op een zwart paard. Hierbij haalde hij een pijl-en-boog onder zijn kleding vandaan en doodde hij de koning. De moordenaar vluchtte vervolgens, maar geen van achtervolgers kon een spoor vinden van de ruiter. De reden zou zijn dat zijn cape zowel een zwarte als witte zijde had en zijn witte paard met zwarte verf was geschilderd. Tijdens zijn ontsnapping waadde hij met het paard door een rivier, waardoor de zwarte verf van het paard verdween, terwijl hij gelijkertijd zijn cape omkeerde. Het een zwarte ruiter die Langdarma vermoordde, maar een witte ridder die wist weten te ontsnappen.
In alle klassieke Tibetaanse bronnen speelt de moordenaar een glorierijke rol, die verheerlijkt wordt.

## Periode na Langdarma
De opvatting, dat na de dood van Langdarma het Tibetaanse rijk onmiddellijk uiteenviel is onjuist. Na zijn dood bleven de veroverde gebieden in Centraal-Azië nog enige tijd deel uitmaken van het rijk. Dunhuang bleef tot 849 Tibetaans bezit. De opstanden tegen het centraal gezag in Tibet vonden plaats na 850 tijdens de periode van zijn opvolgers Ösung en Yumtän.
- Gemeinsame Normdatei: 1212372336
- Library of Congress Control Number: n2020243287
- Système universitaire de documentation: 156423057
- Virtual International Authority File: 291344322